# 霧島国際音楽祭
霧島国際音楽祭（きりしまこくさいおんがくさい、英語: Kirishima International Music Festival）は、公益財団法人ジェスク音楽文化振興会が鹿児島県文化振興財団と主催し毎年開催される、クラシック音楽を主体とした国際音楽祭。
鹿児島県霧島市の霧島高原を主な会場にして、コンサートと講習会が開催され、「国内外の優れた講師による若い音楽家の育成」「地域における音楽文化の振興」という2つの基本理念を掲げる、日本で最も歴史のある音楽祭である。

## 概要

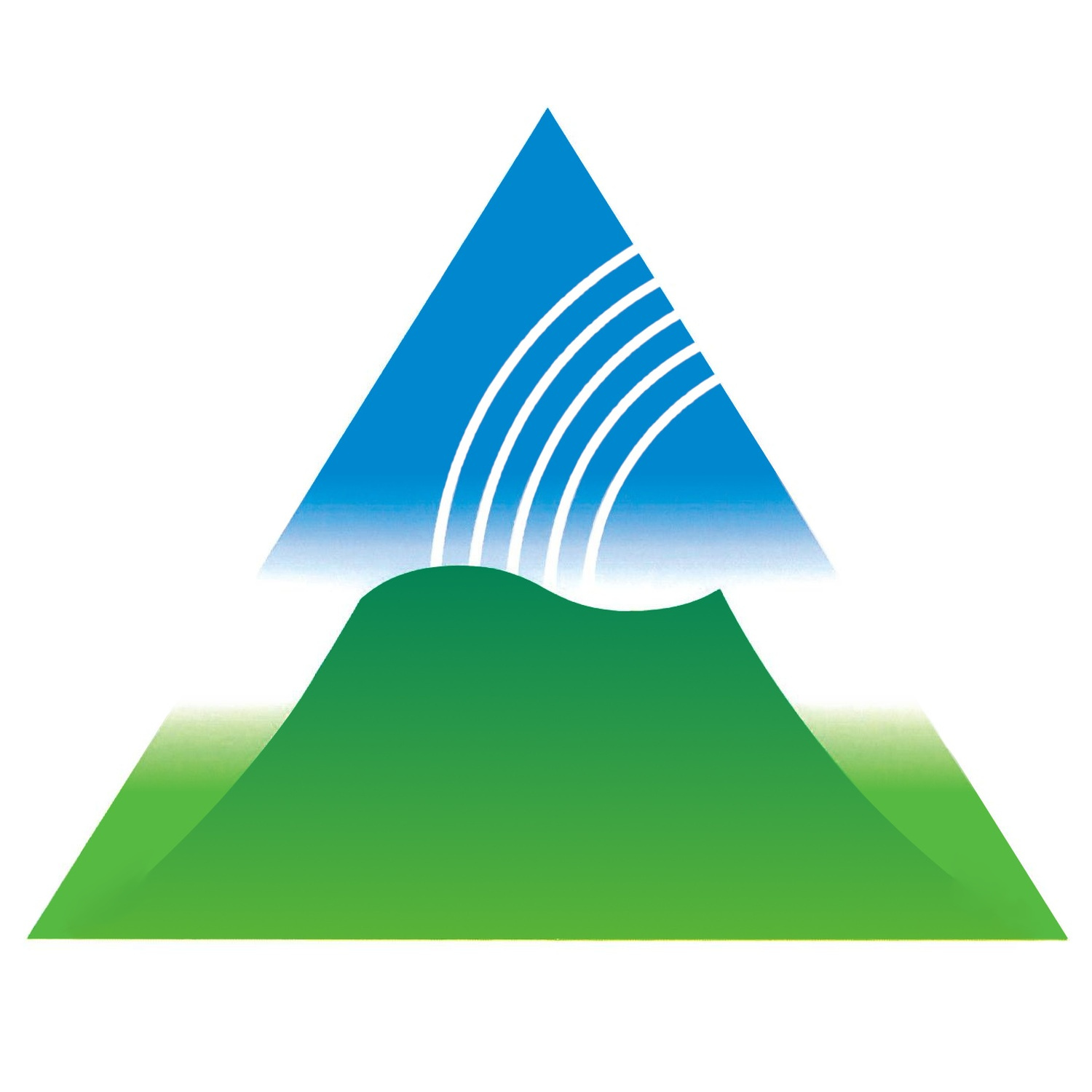
霧島国際音楽祭 ロゴマーク

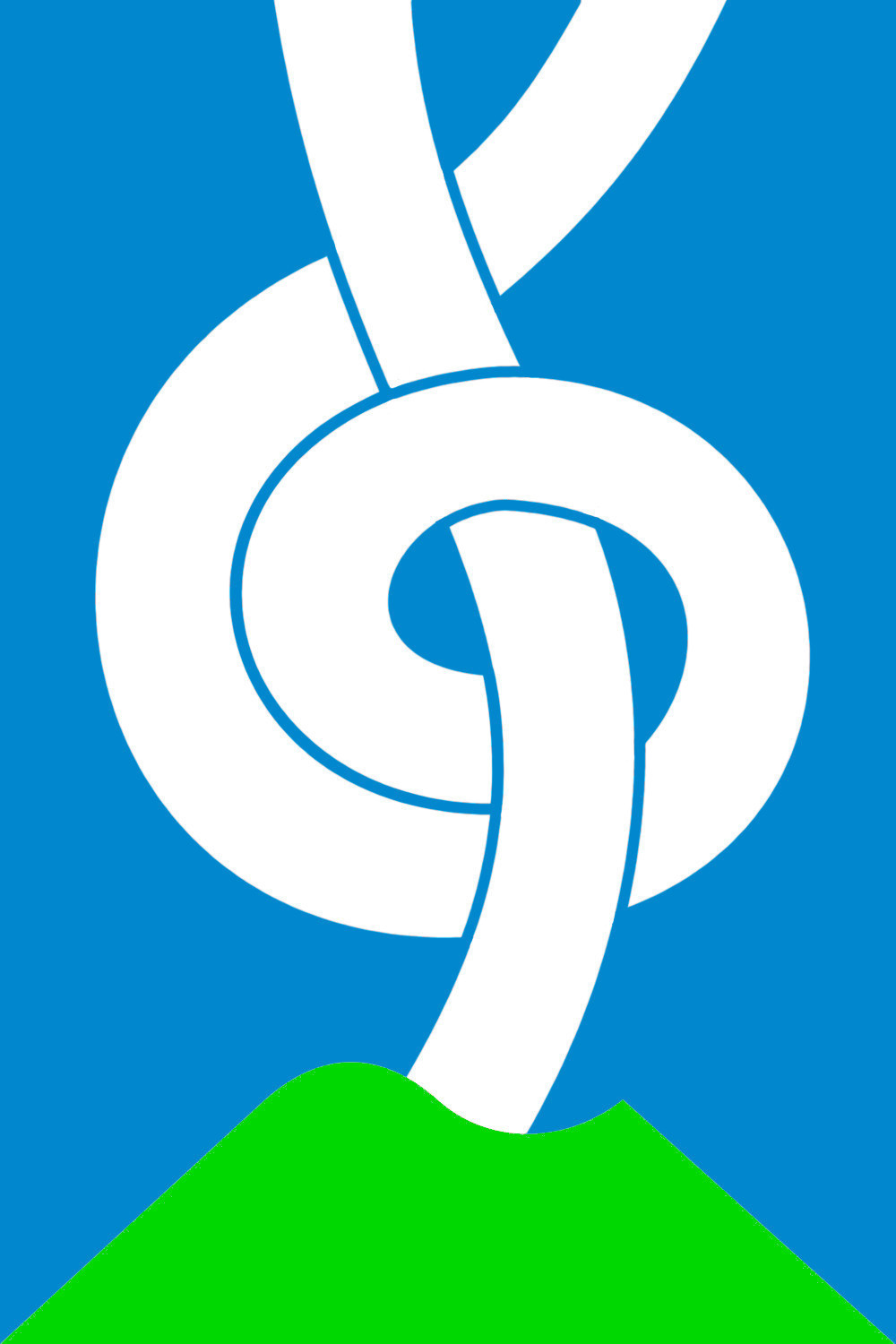
霧島国際音楽祭 旧ロゴマーク

### 音楽会
コンサートと講習会の参加者数は200人を超える規模であり、コロナ禍による延期で1月に開催された2021年（令和3年）の第41回を除き、毎年7月中旬から8月上旬までの約2週間、メイン会場のみやまコンセールの在る霧島市を中心に鹿児島県内各地で開催され、コロナ禍以前の開催期間中はほぼ毎日、国内外からの一流音楽家達による50公演以上に及ぶ質の高いコンサート等が行われ、コロナ禍後も無料のものも含め30公演以上のコンサートが行われる。
草津夏期国際音楽アカデミー&フェスティヴァルと並び1980年（昭和55年）から国内最長で長年続く、講習会と音楽会から成るクラシック音楽祭であり、2022年（令和4年）8月22日からは両音楽祭における友の会同士の交流も行われ、日本のクラシック音楽関係者の中で、この音楽祭を知らない人はいないと言われる程であり、2018年（平成30年）時点で、累計入場者数は32万5千人、公演は千回を超え、名実ともにアジアを代表する音楽祭となっている。
霧島国際音楽祭を全国にアピールする目的で鹿児島県以外でも実施される年もあり、第20回の1999年（平成11年）8月11日には東京都のサントリーホールで、第34回の2013年（平成25年）8月6日には東京都の東京オペラシティコンサートホールで、第35回の2014年（平成26年）7月26日には長崎県のアルカスSASEBOで公演が行なわれた。第45回の2024年（令和6年）8月6日には東京都のサントリーホールでデイヴィッド・レイランド（ドイツ語: David Reiland）による指揮の下、総勢100名のオーケストラでの公演が行われた。
2014年（平成26年）8月6日には、初の国外公演となる台湾の国家両庁院コンサートホールで、霧島国際音楽祭の一環としてキリシマ祝祭管弦楽団による公演も行われた。台湾公演では開催に先駆け、鹿児島県が実施する事業の一環として、台北市では会場周辺で開催を告げる路線バスが走行し、地下鉄全駅では7月21日まで鹿児島県の30秒CMが流れ、台湾で15万部発行されている月刊誌では2ページにわたる鹿児島の特集記事も掲載された。
観客数は、第1回は約673人であったが、1994年（平成6年）の第15回は千人台、2000年（平成12年）の第21回からは1万人超えを記録。
有名楽団のコンサートマスターや首席奏者、有名な国際コンクールの上位入賞者など出演者は豪華な顔ぶれだが、コンサートの料金は同クラスの公演チケットの約半額な公演も多く、安めに設定されている他、無料もしくは千円程度で聴くことができるものもあり、音楽ホールでの大規模なコンサートだけでなく、霧島神宮において開催される「かがり火コンサート」をはじめ、少人数の音楽家が出向くミニコンサートやワークショップも数多く開催。
開催年によってはザビエル教会での演奏も行われ、クラシックの器楽や声楽のみならず、山下洋輔によるジャズピアノ演奏、村治佳織によるクラシック・ギター演奏なども行われる年もあり、3歳以上入場可能な親子連れ向けファミリーコンサートも、栗コーダーカルテットなどの演奏や乳幼児連れでも聴ける「0歳児からのコンサート」などが行われる年もある。鹿児島県内の離島も含めた市町村に遠征する「ふれあいコンサート」など、霧島市だけでなく鹿児島市内を含めた県内各地において実施。一流の音楽家が地元のオーケストラと合奏する演奏会、デイサービスへの訪問など、気軽に音楽と触れ合う場も設けられている。
2010年（平成22年）時点では、宮崎県からの補助が約1億5千万で総事業費が約2億2千万円かかっている宮崎国際音楽祭に比べ、鹿児島県が運営事業として約4200万円組んだ予算の中から、ジェスク音楽文化振興会に委託される約3200万円に、市町村や芸術文化振興基金などからの助成金も加えた約6千万円で、広告代から講師の報酬費用まで運営の全てをまかなっているため、事情を理解し一緒に音楽祭を盛り上げようという講師や音楽家らの熱意に助けられている。1回あたりの単価を低めに設定できている理由は、オーケストラが来る際には通常、多額の旅費がチケット代に反映されるという事情があるが、この音楽祭は出演者が2週間近く滞在するため1公演あたりの費用を抑えられる事に加え、霧島に特別な思いを持つ出演者が多い事もあり、その者達が出演料の面でも協力しているためである。
この音楽祭の音楽監督である堤剛は、音楽家、講師、受講生といった参加者からの「霧島に来たい」という思いの強さを語っている。この音楽祭に第1回から音楽監督として深く関わってきたゲルハルト・ボッセは生前「霧島市の皆さんにはクラシック音楽を日々の生活の中で楽しみ、親しみを持って欲しいと願っている」「音楽の本当の面白さは直接聴いて初めてわかる。一人でも多くの方に醍醐味を味わって欲しい」と語っている。観客の中には、東京都や大阪府の大都市に行かずともレベルの高い演奏が聴けるからと、生徒たちを連れ毎年通う教育者もいる。
MBC南日本放送の支援により1964年（昭和39年）6月27日に結成され、民間企業が支援する青少年オーケストラとしては日本で最も歴史が長い、MBCユースオーケストラの定期演奏会とも連携事業を行っており、この音楽祭に出演経験のあるプロの音楽家が出演者として参加している。
チケットは、かごしまミューズ・クラブや後述する友の会の会員用の、割引制度も設けられている。

### 講習会
この音楽祭の音楽監督をはじめとする、世界各地で活躍する国内外の著名な音楽家の講師陣が、クラスの生徒全員と聴講者の前で受講生に一対一のレッスンを、約2週間に渡って連日実践指導する講習会「マスタークラス」が、第1回の時から毎回行われている。国外に留学する余裕のないプロを志す音楽学生や若手音楽家に、トップレベルの講習を行い技術向上に繋げると共に、地域と音楽家の交流を深め、クラシック音楽を核にした地域づくりを行う事を目的としており、「教える側と教わる側が影響し合って成⻑する」「技術的、⼈間的に自立した音楽家を養成する」を理念に掲げている。
音楽監督の下、音楽家としての総合的体験ができるカリキュラムが組まれており、ヴァイオリン、チェロ、ピアノなどの楽器、室内楽、そして時には声楽などの講習が行われ、大自然を一望できる立地で共に2週間過ごし、レッスン後は講師も受講生も一緒になって音楽談義に花を咲かせ、講師と受講生が同じ舞台で演奏もする、国際的で幅広い充実した学習計画となっている。出演者、講師、受講生らは、友の会による協力で用意された飲食を交えた懇談にも参加できる。受講生は期間中、霧島市内のホテルや旅館に泊まり講師や地域と交流しながら練習や発表に取り組み、音楽家としてさらに必要な事を講師の背中を見て学ぶ。講習会では、底辺を拡大するため指導法を学ぶ講座も行っている。
2018年（平成30年）時点で、受講生の累計は国外20か国を含む約4400人。2008年（平成20年）は、受講生154人のうち外国人は38人と、約4分の1を占めた。受講生は、プロの音楽家を目指す若者を対象としているが、台湾、大韓民国、中華人民共和国などのアジアをはじめ、スウェーデンやスペインなどのヨーロッパ、アメリカ合衆国など国内外から受講を希望する応募があり、厳しい審査を通過し選ばれた者だけが参加できる講習会なため、技術レベルの高い受講生が集まる。
受講生にとっては、憧れの音楽家と直接ふれあえ指導を受けられる、またとない最高の機会であり、日頃は他の先生に就くことを嫌う先生が「あの音楽家が来るのなら習いに行っておいで」と言う程の勉びの機会となっている。豊かな自然に恵まれた霧島の、静かな環境の中で勉強や演奏会に没頭し、気分転換ができることも魅力となっており、受講生の中には複数回参加している受講生もいる。受講生は、空き時間に他のコースを聴講することも可能。
マスタークラスを終了した受講生の中でも優秀な者には、各コースの受講生から1人ずつ選ばれる霧島国際音楽祭賞をはじめ、霧島国際音楽祭賞受賞者の中から毎年選ばれる音楽監督賞が与えられるが、稀に特に優秀な者への賞である霧島国際音楽祭大賞が与えられる年もあり、2008年（平成20年）の第29回には成田達輝が、2019年（令和元年）の第40回には藤田真央が大賞を受賞。その年の霧島国際音楽祭受賞者は、それぞれ単独、もしくは一流の音楽家と組んで演奏し発表する場であるガラコンサートにも出演する他、受賞者も含めた優秀な受講生の中にはファイナルコンサートに出演する者もいる。
マスタークラスを受講した者の中には国内外で活躍する音楽家に成長したり、第1回の霧島国際音楽祭賞を受賞した、チェリストの田中雅弘やヴァイオリニストの景山誠治、四方恭子のように、この音楽祭に音楽家や講師として招待され関わる者もおり、講師の中には受講生の時も含めこの音楽祭に20回以上参加した者もいるが、この音楽祭は出演者や講師陣にとって研さんする場にもなっているため、この音楽祭を中心に1年のスケジュールが回っている者もいる。優秀な音楽家をこれまで数多く輩出し、音楽文化の発展に貢献しており、有島京、伊藤亮太郎、牛田智大、上村文乃、小井土文哉、小関妙、小関郁、斎藤雅広、佐久間聡一、笹沼樹、佐藤ひでこ、篠原悠那、鈴木愛美、鷲見恵理子、竹内愛、谷昂登、田澤明子、NAOTO、中野りな、長原幸太、新倉瞳、波木井賢、長谷川陽子、平澤真希、廣瀬心香、三上亮、務川慧悟、山本亜希子、山本友重なども、この音楽祭のマスタークラスを受講している。受講した者の中では、若手音楽家の登竜門として知られるミュンヘン国際音楽コンクールにおいて、弦楽四重奏部門で2016年（平成28年）の第65回にカルテット・アマービレが3位に、2022年（令和4年）の第71回にクァルテット・インテグラが第2位と聴衆賞に入賞している。
初回から音楽監督を長年務めたボッセは生前「参加した受講生から世界の名だたるコンクールに入賞し、各国のオーケストラに入団した人も少なくない」「国内外のオーケストラで『以前、霧島で学びました』と声をかけてくれる人が多いことは創設者として何よりの喜び」「受講生同士が刺激し合い、音楽家としての資質を備えていくという状況が今後も続いて欲しいと願っている」と語っている。
受講生は第1回が69人、第18回の1997年（平成9年）に100人超えしてからは3桁台で以降し、2005年（平成17年）は150人超えしている。2006年（平成18年）の受講料は9万5千円。レッスンは、友の会の会員特典として一般者が無料で聴講する事も可能。2016年（平成28年）からは、南日本新聞主催の南日本音楽コンクールとの提携が開始され、同年に行われた第65回からの受賞者は、翌年度のマスタークラスにおいて、グランプリ受賞者には受講枠が提供され、各部門の優秀賞受賞者には聴講生としての権利が与えられる制度が設けられた。
この音楽祭に来演する指揮者や演奏家など有名な音楽家が、地域の学校を訪れ吹奏楽や合唱の現場で、地元の子供達へ直接指導する事業も行っており、小学生などの生徒達のモチベーションを向上させている。

### 友の会
音楽祭を後ろだてする、ファンの組織。開始以来、赤字状態が続いていた霧島国際音楽祭を地域で支えるため、地域の有志が集まり友の会が設立され、1986年（昭和61年）の第7回から音楽祭に関わっている。牧園町、霧島町、鹿児島市で発足した友の会だが、後に霧島市における旧・牧園町と旧・霧島町の友の会が合併して「霧島国際音楽祭きりしま友の会」となり、鹿児島市の「霧島国際音楽祭鹿児島友の会」共々、会員が徐々に増え続けている。
音楽祭を発展させ、音楽を楽しめる地域づくりに貢献するために活動を行い地域の活性化を図ろうと、地元の会員が献身的な取り組みを行い陰ながら支え、音楽祭と地域を育ててきた、音楽祭の発展に欠かせない存在である。音楽祭を多くの人に知らせる活動、音楽祭への資金援助をはじめとして、音楽祭に来る音楽家や受講生を市民レベルで応援するため、友の会はそれぞれ様々な取り組みを行っており、開催期間中は友の会を中心に音楽家と地域の交流を目的とした多彩なイベントが企画され、中でも最も音楽祭と関わりが深いきりしま友の会は、音楽家や受講生をもてなすイベントの企画や運営にも関わっている。
普段ふれあう機会の無い音楽家と地元との接点が無いのは勿体無いと始まった「風の中の交流会」が形を変え、「食事をする場所があまり無い」という声に応え始まった、ボランティアのグループが昼食を提供する「みやまの森のランチパーティー」は、毎日ホテルや旅館住まいの音楽祭関係者を対象にした手作りランチのバイキングが、みやまコンセール前の緑地で期間の序盤に毎年1日だけ行われる野外ビュッフェパーティーであり、霧島温泉駅地域振興会や霧島の飲食店など複数の団体が朝から準備した、がねや煮しめなどの郷土料理がテーブルに並ぶ。大自然の緑の木々に囲まれた会場で、音楽家、招待された来場者、地域住民らが料理を手に歓談する交流の場となっており、「このために霧島に来る」という音楽家もいるほど好評を得ている。
開催期間中は、ディナーパーティーも数回開かれ手作りの料理が振る舞まわれる。音楽家らの栄養バランスが偏りがちになる事を考慮し、期間中ほぼ毎日、複数の女性グループが交代で、地元の食材を使った田舎の手作り料理による日替わりランチビュッフェのサービスや、休憩時間用の菓子の提供をしている。友の会の地域住民の女性が主に作ったこれらの手料理は、音楽祭の名物として定着し多くの音楽祭関係者に好評となっており、「音楽以外に地元の方と交流できることが楽しみ」と語る音楽家や、音楽家らと交流できる時間を毎年楽しみにしているボランティアもいる。
来場者を対象としたオープンカフェが、みやまコンセールの屋外で友の会により実施される年もあり、緑に包まれた自然の中、木陰に並べられたテーブルと椅子で味わえるよう、コーヒー、ハーブティ、ケーキ、弁当などを有料で提供している。
受講生の練習用ピアノが足りない事から1992年（平成4年）に始まった慈善活動で、ピアノと練習場所の提供を受け入れた地元住民の一般家庭へ、音楽祭の期間中に受講生らが伺い、貸されたピアノで練習を行う取り組みのホームビジットも行われている。住民自身が使用しない時間を伝えピアノを無償提供する制度で、受け入れた住民には受講生らの送迎まで行う者もおり、喜ぶ受講生の姿や本格的なピアノの調べが聴ける事に、やりがいを感じる者もいる。
友の会の会員として活動する者には「音楽家の皆さんとも仲良くなった」「クラシック音楽はよくわからなかったが、聴いてみると感動し身近な存在になった」と語る者もおり、音楽家や受講生が霧島に来た際には「お帰りなさい」と声を掛け迎えるようにしている会員もいる。音楽家からは、これらのボランティアに対する謝恩コンサートも開かれる。
他にも、演奏会の受付、地元住民も参加するファミリーコンサートなどの企画、小学校での学校コンサート、友の会などを中心に結成した実行委員会で霧島市と協力して音楽祭のプレイベントを実施するなど、開催当初は格式が高いと敬遠されがちだった音楽祭を、地域密着の催しを重ねて少しずつ参加者を増やし、住民にとって身近な存在にしていく活動を続けている。鹿児島友の会では、会員の支援により第1回から毎年、この音楽祭における講習会のマスタークラスへ鹿児島友の会が選んだ奨学生を送り出している。
会員特典には、会員プレゼント、音楽祭コンサートチケットの先行予約、割引された特別料金での購入、ビュッフェパーティーの優先予約、講習会のマスタークラスや祝祭管弦楽団やファイナルコンサートのリハーサルを無料で見学できる権利が設けられている。

### 組織
音楽監督をチェリストの堤剛が務めている。
主催は、公益財団法人ジェスク音楽文化振興会、鹿児島県の公益財団法人である鹿児島県文化振興財団、鹿児島県。共催は、霧島市。ジェスク音楽文化振興会はこの音楽祭のため1984年（昭和59年）に設立された経緯を持ち、日本でも最王手のクラシック音楽事務所である株式会社ジャパン・アーツが後援となって設立され、2011年（平成23年）4月に内閣府所管の公益法人として認可された企業であり、仙台クラシックフェスティバル、調布国際音楽祭、東京音楽コンクール、浜松国際ピアノアカデミー、浜松国際ピアノコンクール優勝者ツアー、南信州高森町音楽祭 Hi-Forest ミュージックフェスタなど、多数の音楽祭、一流プロによる講習会、コンサート、リサイタルに携わっている。

## 会場
みやまコンセールという愛称で呼ばれている霧島国際音楽ホールをメイン会場に、国立公園指定の大自然と多数の温泉を有する霧島市の各地で主に行われる。みやまコンセールには、国際音楽祭を盛り上げようと敷地内に、牧園町特産品協会が地域で約2800鉢のマリーゴールドの苗を毎年植え、ト音記号の花文字を作って音楽祭の時期に咲くよう管理しており、みやまコンセール建設当初から続けられている。
50以上の公演の中には、霧島神宮、地域の学校、ホテルのロビー、鹿児島空港、市役所、県庁、駅、美術館、教会、道の駅、足湯、酒蔵など気軽に立ち寄ることができる会場で行われるものもあり、鹿児島市の宝山ホールでのコンサートや、鹿児島県内の離島も含めた市町村に遠征する「ふれあいコンサート」など、霧島市のみならず鹿児島県内の各地で実施される。
みやまコンセールの道路を挟んだ東に隣接する霧島高原国民休養地には、敷地内に複数のコテージ「シンフォニーコテージ」があり、この音楽祭における講習会のマスタークラスを実施する会場の一つとしても使用されている。

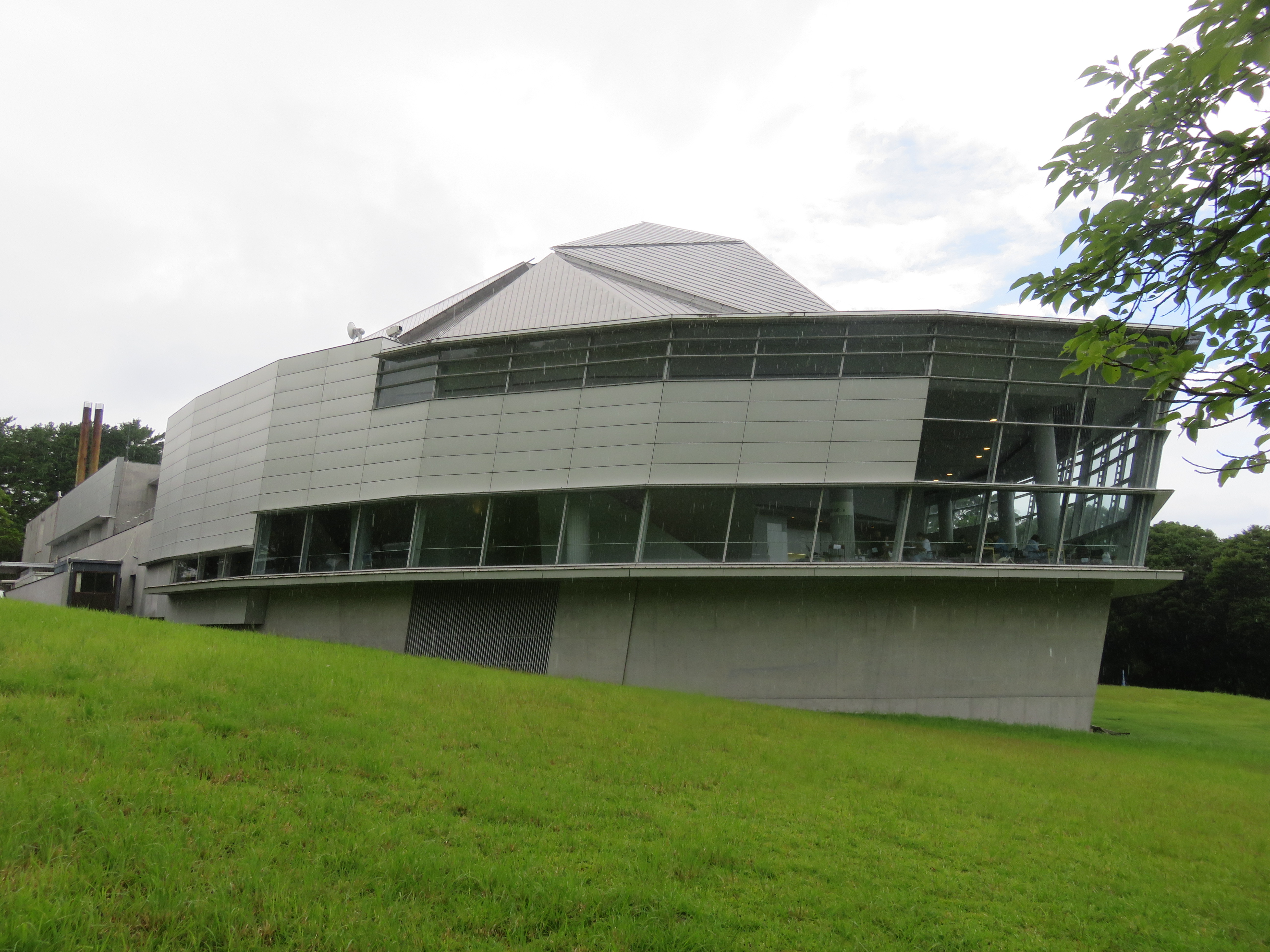
メイン会場 みやまコンセール
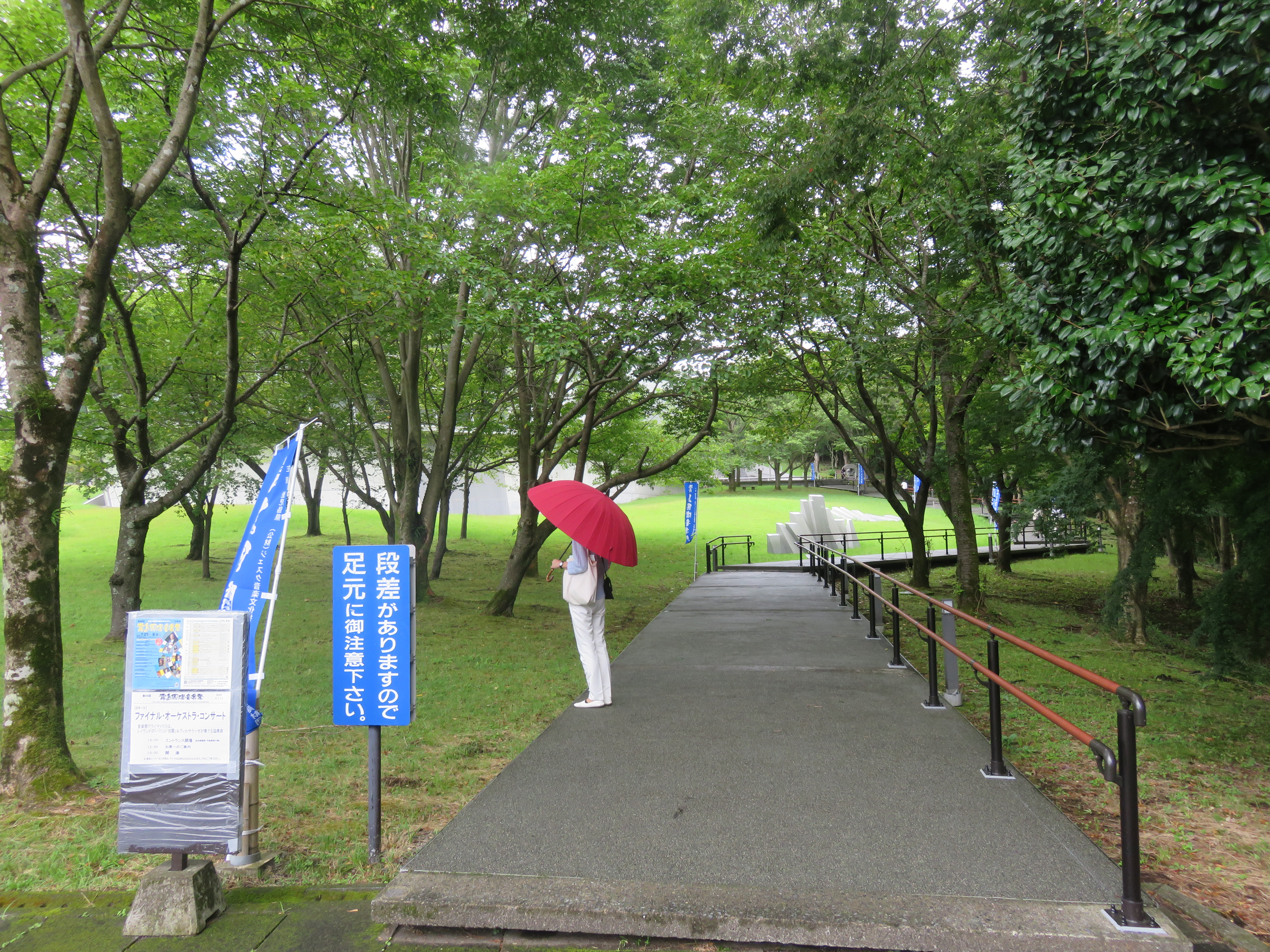
屋外の歩道
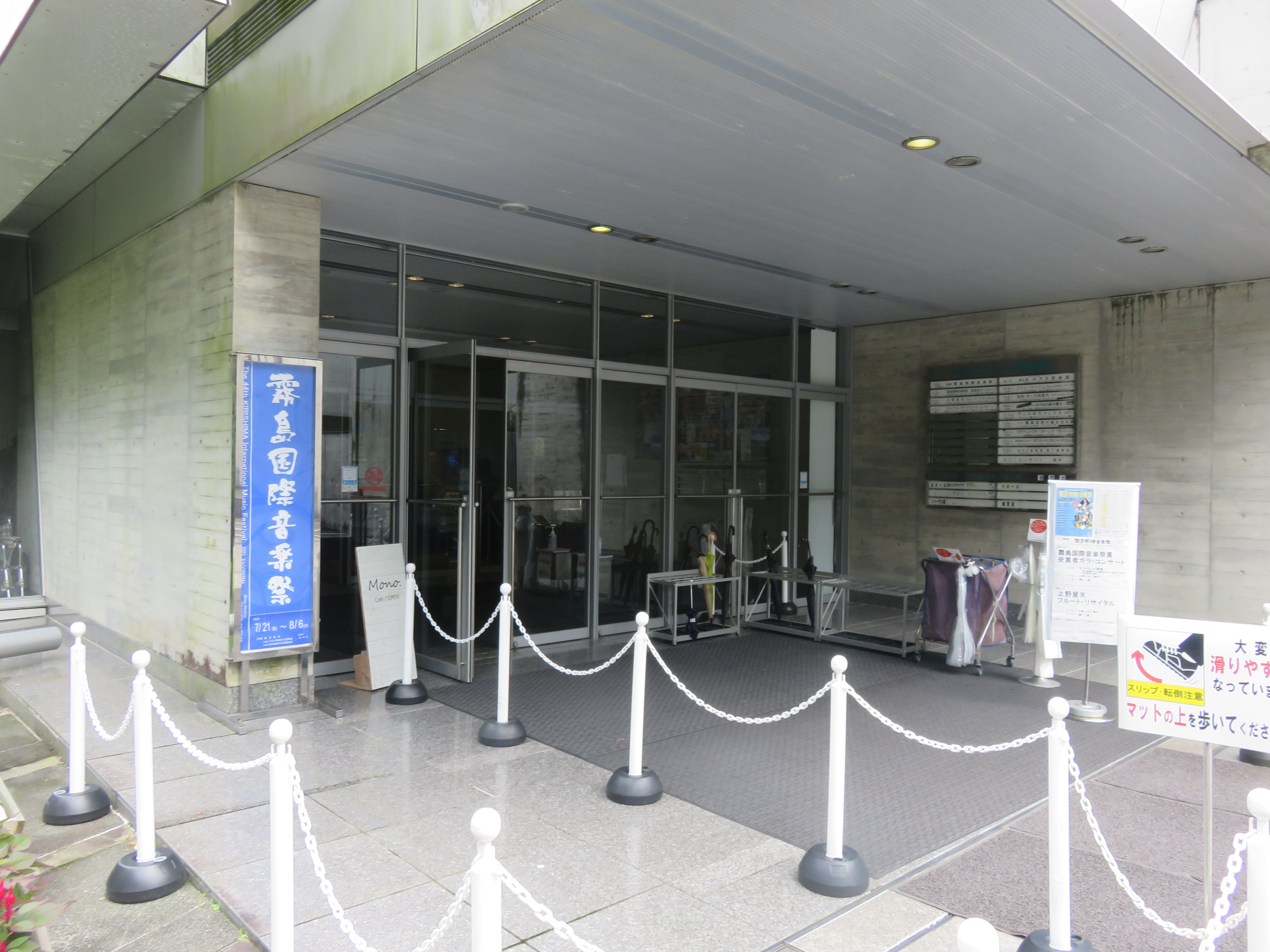
みやまコンセール 玄関
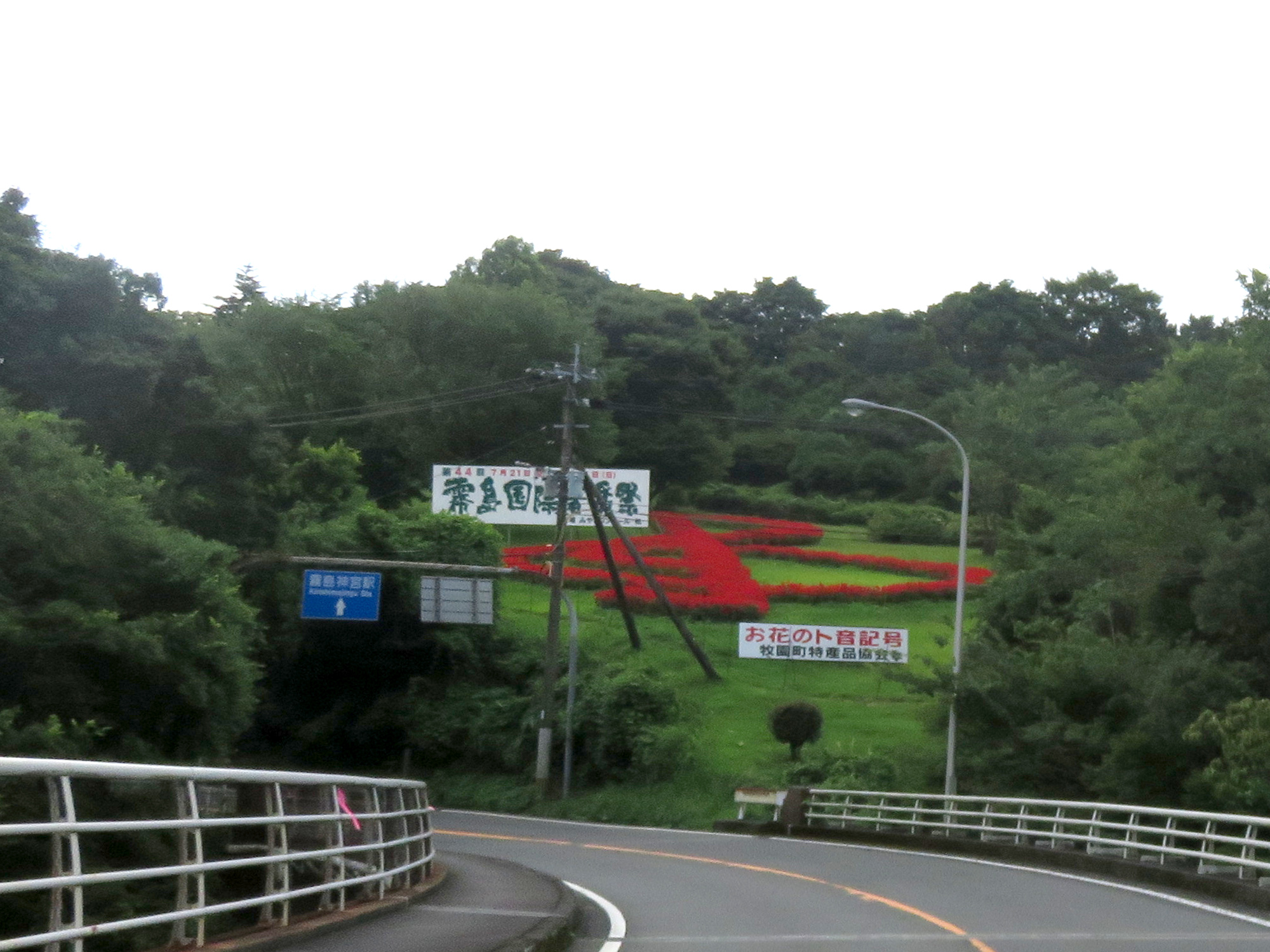
お花のト音記号
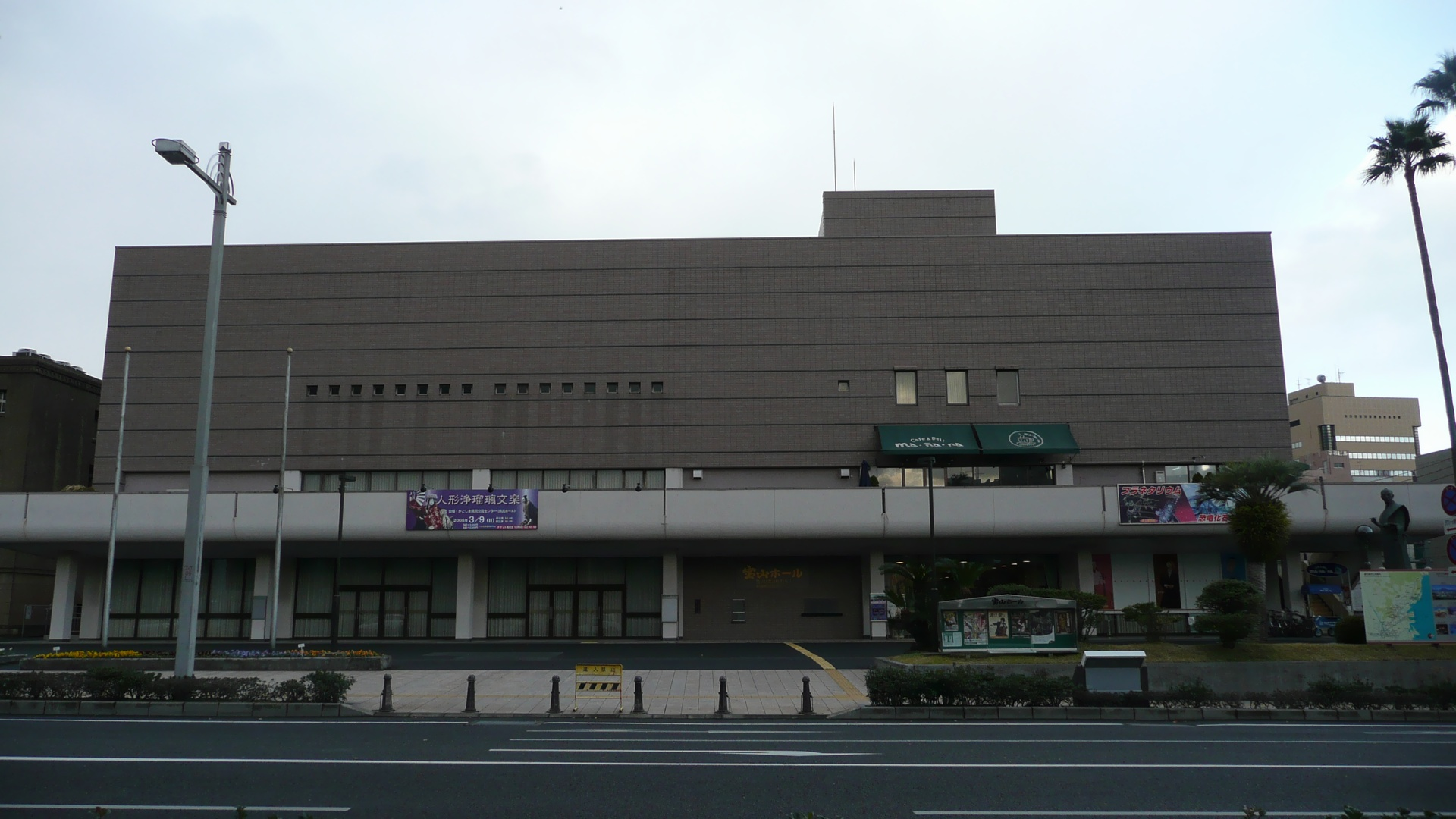
サブ会場 宝山ホール

## 沿革
当時、世界で最も楽員の多い名門オーケストラであるライプツィヒ・ゲヴァントハウス管弦楽団首席コンサートマスターだったヴァイオリニストであるゲルハルト・ボッセは、初来日した1961年（昭和36年）から訪日経験が多く、日本の音楽学生やマナーの良い聴衆を高く評価していた。鹿児島短期大学の教授だった野村三郎は、1969年（昭和44年）の熊本で行われたゲヴァントハウス管弦楽団の演奏会でボッセと出会う。
1975年（昭和50年）11月、野村はゲヴァントハウス管弦楽団演奏会で訪日し鹿児島県に来たボッセと再開。自身の家にボッセを招いた際、鹿児島オペラ協会や鹿児島交響楽団の発足に携わり、水準の向上に悩んでいる事を話す。ボッセから鹿児島県の人口を質問され、約50万人と答えると「鹿児島県で講習会を開催し、私が指導するのはどうだろう。但し妻のウルズラと一緒にだけどね」とボッセから提案され、野村は「ぜひ学生たちを指導して欲しい」と依頼し、鹿児島県で夏休み期間中に行う事に同意を得る。社会主義国において、夫婦揃って出国する事は亡命に繋がりかねない難しい問題であるため、ボッセは野村と2人で相談して野村が文案を練り、その文章を日本と東ドイツの関係機関に送り出国。1976（昭和51年）にボッセはヴァイオリニストでもある妻のウルズラ・ボッセと共に来日し、鹿児島短期大学で個人レッスンも含めた講習会を、鹿児島県立鶴丸高等学校で演奏会を開催。講習会は、ゲヴァントハウス弦楽四重奏団として3度目の日本ツアーを行った1977年（昭和52年）にも鹿児島短期大学で実施。
野村はボッセ夫妻を霧島にも案内し、その際「さらに鹿児島の音楽文化を発展させたい」という野村の思いを受けたボッセから、霧島の豊かな自然の中で毎年ボッセ自らが、志があっても財政的理由等で留学できない学生のために、優れた音楽家の講師を招いて実技指導と演奏会を行う音楽祭を開催し、同時に人的交流を深める事を提案される。ボッセ夫妻はその後も、1978年（昭和53年）に鹿児島短期大学で講習会を実施。1978年（昭和53年）にザルツブルク音楽祭を鑑賞した野村は、親友である同行者の古木圭介と、霧島観光の目玉になり得るこんな音楽祭を霧島でもできないかという話題で盛り上がり、講習会より危険な賭けであったが開催を決意。1979年（昭和54年）に、野村や古木ら創設者6人に加え、当時の鹿児島信用金庫の理事長や鹿児島県文化センターの館長も加えた8人で、音楽祭開催への準備委員会である「鹿児島室内合奏協会」を立ち上げる。
1980年（昭和55年）8月2日、霧島田口に当時あった古木の父が経営する霧島高原ユースホステルを会場に、「霧島国際音楽祭・講習会」の名称で第1回目が初開催される。ボッセとウィーン・フィルハーモニー管弦楽団団員でチェリストであるアーダルベルト・スコチッチの2人は、数回の来日で鹿児島の音楽家とは顔なじみとなり、すっかり鹿児島のファンとなっており、7月に日本各地で独奏会を行った後、この音楽祭に参加。野村が受講生集めにも奔走した甲斐もあり、講習会にも音楽家を目指す若者が日本中から集まり、ボッセは音楽監督に就任し、妻やスコチッチと共に演奏家こと講師として参加。演奏会場として万全とは言えない不自由な設備の状況下で、昼間は講習会、夜は地域住民も集まってのコンサートを行った。企画と運営は野村が行い、約80人の全国からの参加者により、牧園町を中心としてボッセとスコチッチによる講習と4回のコンサートが8日まで行われ、10日には鹿児島県文化センターで行われた「霧島国際音楽祭記念 ボッセ、スコチッチと室内楽の夕べ」で幕を閉じる。ボッセの妻であるウルズラは、演奏会後にドイツ料理を振る舞って地元の人々と交流し、後に友の会が行うビュッフェパーティーの基礎を築き、ヴァイオリニストとしても金の無い学生に無料でレッスンを行うなど、その後も霧島国際音楽祭に貢献。
野村の危惧していた通り、霧島国際音楽祭は第1回目から数百万円の赤字が発生。野村以外は鹿児島室内合奏協会を全員脱退し、野村の協力者は皆、手を引く結果となる。翌年、故郷が牧園町で鹿児島市の文化係りをしていた人物から、牧園町のホテル霧島キャッスルで行わないかという申し入れがあり、第2回以降における音楽祭のメイン会場はホテル霧島キャッスルになった。講師や受講生の宿泊所となりロビーコンサートも行われ、霧島町と牧園町で開催。クラシック音楽は格式が高いと敬遠する者が多く、地元の人々の理解が得られない状況を打破するため、まずは音楽の裾野を広げようと霧島在住や霧島出身の音楽家にも出演して貰い、子供から高齢者まで楽しめるような内容の親しみやすいコンサートを開催。自然の中で講師と受講生が寝泊まりし、生活を共にしながら演奏技術のみならず、ステージマナーや練習の仕方など人格的な教育も含めた基礎的な事まで教える講習会と演奏会を行った。
第2回目からは野村のみで運営を行い、第2回は第1回と同じく鹿児島室内合奏協会と霧島町、第3回は鹿児島室内合奏協会における室内楽部門と財団法人国際舞台芸術振興財団におけるオペラ部門が主催するも、鹿児島室内合奏協会は消滅。
第3回からは講習会であるマスタークラスにオペラ部門も加わり、新人オペラ歌手の受講生27名にハルトムート・ヘンヒェン、海老沢敏などが指導にあたっており、「オペラ土壌の無い所では皆で音楽を作っていくアンサンブル・オペラをやるべき」という野村の判断により、オペラ部門の受講生の中から優秀な新人を選抜してキャスティングした新人選抜チームが、日本舞台芸術振興会と九州オペラ評議会が9月の3日間に福岡県で開催した「82九州オペラフェスティバル」において、喜劇オペラ曲「コジ・ファン・トゥッテ」を上演。だが、当時の地元の実情には合わず金銭的にも立ち行かないとの理由により、後年に再開されるまでの間、しばらく室内楽の講習会と演奏にのみ的を絞る事となる。
第4回は霧島国際音楽祭実行委員会、第5回は音楽文化振興会と霧島国際音楽祭実行委員会が主催するが、その間も音楽祭は赤字が発生し、資金難の中で野村が私財を投じ存続。評価は高まるが、民間の資金に霧島町や牧園町の助成金を加え行われていたものの、赤字は数千万円に膨れ上がる。教育事業は数年で実りを生むものでは無いと、野村は家や株券など持てるもの全てを売り払う。運営や資金などは手探り状態が続き苦しみ、時に非難や中傷などもあり足も引っ張られ、なお私財を投じ続ける野村の窮状を察したボッセは「もう止めようか」と口にした事もあった。野村は霧島国際音楽祭について、地元の銀行、百貨店、マスメディアなどの経営者の理解を徐々に得て行き、鹿児島県の歴代知事には補助金、音楽ホールの建設を要請し続ける。
民間で支えるには資金的に限界がきていたため、企画や運営を個人で行う事に限界を感じた野村は、九州電力社長の紹介で日本経済団体連合会副会長の平岩外四を訪ね、野村はこの音楽祭を運営するための財団設立を目指す。野村は日本中を歩いて説得し数千万円の募金を集める事に成功。文化庁との交渉は野村が一人で行い、財団基金の半分をジャパン・アーツの会長・中藤泰雄が、残りの半分を野村が拠出。1984年（昭和59年）、国から財団の認可が下り、ジャパン・アーツの社長と組んで、財団法人ジェスク音楽文化振興会を創設。1985年（昭和60年）の第6回より、演奏会の専門的なノウハウを有するジェスク音楽文化振興会の主催となり企画や開催などの運営を行うも、やはり赤字となる。
これほど一流の音楽家が顔を揃える音楽祭は他になかなか無い事もあり、一時は自分の所に誘致しようと考えた他県の自治体が「ホールも造る。金も出そう」と打診し、音楽祭をそっくり譲って欲しいと働きかけた事もあった。赤字運営が続く音楽祭を、遠い霧島の地で開催する必要があるのかという疑問の声が、東京に本部を置くジェスク音楽文化振興会からあがり、他の地での開催を考えたりジェスク自体が離脱を検討するなど、継続の危機を迎えたこともあったが、鹿児島の人々がそれを引き留める。
野村とボッセら音楽家は「とにかくこの地に音楽ホールが欲しい」と事あるごとに訴え、1985年（昭和60年）には地元が県に本格的な音楽ホールの建設を要望。音楽祭のコンサートは、牧園B&G海洋センターの冷房も無いホールや、ホテルのロビーなど様々な場所で行われ、経費削減のため講習会の会場はホテルの宴会場などで行われるも、空調は冷房の音がうるさいため止められ、真夏の室内はうだるような暑さの中で汗をかきながら行う。講師3人は、運営難により同じ部屋に宿泊する状況であった。
「何とか地元で支援態勢を」という野村からの願いもあり、霧島で音楽祭が開かれなくなる事に危機感を抱いた牧園町において、1986年（昭和61年）に行われた第7回の開催直前に友の会が発足し、続いて霧島町で、翌年に鹿児島市で友の会が発足。地域に音楽祭が根付くよう、音楽家の講演、学校への出前コンサート、ファミリーコンサートの開催を提案。当時は牧園町の町議も、市町村合併後は霧島市の市議も全員友の会に入会。1987年（昭和62年）の第8回からは、鹿児島県が1000万円の事業費を組み、主催に加わる。主要コンサートは満員になる。1988年（昭和63年）、牧園町の有志が危機感を抱き、ホテルにこもっていた音楽家を引っ張り出して積極的に交流を始める。1992年（平成4年）、地元民がピアノと練習場所を提供するホームビジットが開始。地域ぐるみの支援体制ができたこともあり、危機を乗り越えることができ、地元の熱意はみやまコンセールを誕生させる引き金にもなった。
1994年（平成6年）7月22日、音響に優れ霧島国際音楽祭メイン会場となる霧島国際音楽ホールこと、愛称「みやまコンセール」が完成。1995年（平成7年）の第16回から、財団法人鹿児島県文化振興財団が主催に加わる。みやまコンセールが完成してからは、音楽祭への参加人数や来場者数が拡大し、単年度黒字を達成。2000年（平成12年）の第21回は観客数が1万人を突破。地元の音楽祭への関心も徐々に高まり、年月を経て音楽祭が全国に知られ、講師もアメリカ、イギリス、オーストリア、ロシアなど各地から来るようになり全国でも注目を集め始める。
それまでのロゴマークは、緑色の霧島山山頂から青空にト音記号の形をした白い雲が姿を見せるマークだったが、20周年を迎えた1999年（平成11年）、鹿児島県の委託を受けた霧島国際音楽祭の友の会が、鹿児島市のデザイナーに依頼し、新たなロゴマークを制作。霧島連山を背景に、白い斜線で培ってきた伝統を、青い斜線で新風を表し、これまでの実績を強調するデザインとなっており、公式Facebookや公式YouTubeにおいて使用され続けている。かつてのロゴマークは、鹿児島友の会ニュース広報誌「きりとも」において使用され続けている。
2001年（平成13年）の第22回には、堤剛が音楽監督に就任。ボッセは名誉監督となる。2010年（平成22年）からは、音楽祭をさらに盛り上げようと友の会が、来場者を対象としたオープンカフェを実施する年もある。2016年（平成28年）には、霧島市における旧・牧園町と旧・霧島町の友の会が合併して「霧島国際音楽祭きりしま友の会」となる。2019年（令和元年）8月24日放送の『題名のない音楽会』では、みやまコンセールで霧島国際音楽祭開催期間中の会場において、堤剛、村治佳織、藤原道山、司会の石丸幹二らが出演し収録した番組を放送した。